# Tintigny
Tintigny (in vallone Tintnî) è un comune belga di 3 739 abitanti, situato nella provincia vallona del Lussemburgo.